# Bianca Amaro dos Santos
Bianca Cristina Amaro dos Santos (* 1. Oktober 1991) ist eine brasilianische Hürdenläuferin, die sich auf die 400-Meter-Distanz spezialisiert hat und zu Beginn ihrer Karriere im Weit- und Dreisprung an den Start ging.

## Sportliche Laufbahn
Erste internationale Erfahrungen sammelte Bianca Amaro dos Santos im Jahr 2008, als sie bei den U23-Südamerikameisterschaften in Lima mit einer Weite von 12,65 m den vierten Platz im Dreisprung belegte. Im Jahr darauf siegte sie bei den Juniorensüdamerikameisterschaften in São Paulo mit einer Weite von 12,42 m. 2010 gewann sie bei den U23-Südamerikameisterschaften, die im Zuge der Südamerikaspiele in Medellín stattfanden, mit 13,20 m die Silbermedaille hinter der Venezolanerin Munich Tovar und wurde im Weitsprung mit 5,95 m Vierte. Anschließend schied sie bei den Juniorenweltmeisterschaften im kanadischen Moncton mit 12,52 m in der Dreisprungqualifikation aus. 2020 siegte sie in 57,40 s beim Grande Prêmio Brasil Caixa über 400 m Hürden und im Jahr darauf startete sie bei den Südamerikameisterschaften in Guayaquil, bei denen sie ihr Rennen aber nicht beenden konnte. 2023 gewann sie bei den Südamerikameisterschaften in São Paulo in 57,30 s die Silbermedaille hinter ihrer Landsfrau Chayenne da Silva.
2020 wurde Amaro dos Santos brasilianische Meisterin im 400-Meter-Hürdenlauf.

## Persönliche Bestzeiten
- 400 m Hürden: 57,07 s, 13. Juni 2021 in São Paulo
- Weitsprung: 6,06 m (−0,3 m/s), 31. August 2013 in São Paulo
- Dreisprung: 13,20 m (+1,2 m/s), 22. März 2010 in Medellín